# C34H66O2
化学式C34H66O2（摩尔质量：506.89 g/mol）可能指：
- 鲸蜡醇油酸酯（油酸十六醇酯）CAS：22393-86-8
- 棕榈酸油醇酯，CAS号：2906-55-0
- 三十醇甲基丙烯酸酯，CAS号：93857-97-7

|  | 这个同类索引页列出了具有相同分子式的化学物（即同分異構體）条目。 除非您是有意链接至本页，否则应将相应条目的内部链接指向正确的条目。 |